# 2012-es svéd rali
A 2012-es svéd rali (hivatalosan: 60th Uddeholm Swedish Rally) volt a 2012-es rali-világbajnokság második versenye. Február 9. és 12. között került megrendezésre, 24 gyorsasági szakaszból állt, melyek össztávja 349 kilométert tett ki. Az 50 indulóból 42 ért célba.

## Szakaszok
| Nap                | Szakasz | Rajtidő | Szakasz neve            | Hossz    | Győztes                         | Idő     | Átlagsebesség | Versenyben vezető  |
| ------------------ | ------- | ------- | ----------------------- | -------- | ------------------------------- | ------- | ------------- | ------------------ |
| 1. (Február 9-10.) | 1.      | 20:04   | SSS Karlstad 1          | 1.90 km  | Dani Sordo                      | 1:34.2  | 72.61 km/h    | Dani Sordo         |
| 1. (Február 9-10.) | 2.      | 8:04    | Mitandersfors           | 27.07 km | Mads Østberg Jari-Matti Latvala | 14:13.0 | 115.60 km/h   | Mads Østberg       |
| 1. (Február 9-10.) | 3.      | 9:28    | Opaker 1                | 20.17 km | Sébastien Loeb                  | 10:45.8 | 112.44 km/h   | Jari-Matti Latvala |
| 1. (Február 9-10.) | 4.      | 10:03   | Kirkener 1              | 7.10 km  | Mikko Hirvonen                  | 5:41.0  | 74.96 km/h    | Jari-Matti Latvala |
| 1. (Február 9-10.) | 5.      | 10:38   | Finnskogen 1            | 20.97 km | Mikko Hirvonen                  | 11:57.2 | 105.25 km/h   | Mikko Hirvonen     |
| 1. (Február 9-10.) | 6.      | 12:48   | Opaker 2                | 20.17 km | Sébastien Loeb                  | 10:30.1 | 115.24 km/h   | Mikko Hirvonen     |
| 1. (Február 9-10.) | 7.      | 13:23   | Kirkener 2              | 7.10 km  | Mikko Hirvonen                  | 5:34.9  | 76.32 km/h    | Mikko Hirvonen     |
| 1. (Február 9-10.) | 8.      | 13:58   | Finnskogen 2            | 20.97 km | Jari-Matti Latvala              | 11:48.3 | 106.58 km/h   | Jari-Matti Latvala |
| 1. (Február 9-10.) | 9.      | 16:05   | Torsby                  | 19.21 km | Petter Solberg                  | 9:51.5  | 116.91 km/h   | Jari-Matti Latvala |
| 1. (Február 9-10.) | 10.     | 19:20   | SSS Karlstad 2          | 1.90 km  | Petter Solberg                  | 1:32.6  | 73.87 km/h    | Jari-Matti Latvala |
| 2. (Február 11.)   | 11.     | 7:58    | Vargåsen 1              | 24.63 km | Jari-Matti Latvala              | 12:08.6 | 121.70 km/h   | Jari-Matti Latvala |
| 2. (Február 11.)   | 12.     | 9:46    | Sågen 1                 | 14.23 km | Jari-Matti Latvala              | 7:32.4  | 113.24 km/h   | Jari-Matti Latvala |
| 2. (Február 11.)   | 13.     | 10:46   | Fredriksberg 1          | 18.15 km | Mikko Hirvonen                  | 10:26.4 | 104.31 km/h   | Jari-Matti Latvala |
| 2. (Február 11.)   | 14.     | 12:03   | Hagfors Sprint 1        | 1.87 km  | Ott Tänak                       | 1:52.3  | 59.95 km/h    | Jari-Matti Latvala |
| 2. (Február 11.)   | 15.     | 13:46   | Vargåsen 2              | 24.63 km | Jari-Matti Latvala              | 13:02.6 | 113.30 km/h   | Jari-Matti Latvala |
| 2. (Február 11.)   | 16.     | 15:34   | Sågen 2                 | 14.23 km | Jari-Matti Latvala              | 7:22.8  | 115.69 km/h   | Jari-Matti Latvala |
| 2. (Február 11.)   | 17.     | 16:34   | Fredriksberg 2          | 18.15 km | Mikko Hirvonen                  | 10:26.7 | 104.26 km/h   | Jari-Matti Latvala |
| 2. (Február 11.)   | 18.     | 17:51   | Hagfors Sprint 2        | 1.87 km  | Ott Tänak Sébastien Loeb        | 1:58.0  | 57.05 km/h    | Jari-Matti Latvala |
| 3. (Február 12.)   | 19.     | 8:34    | Lesjöfors 1             | 15.00 km | Jari-Matti Latvala              | 9:10.3  | 98.13 km/h    | Jari-Matti Latvala |
| 3. (Február 12.)   | 20.     | 9:10    | Rämmen 1                | 22.76 km | Jari-Matti Latvala              | 11:47.1 | 115.88 km/h   | Jari-Matti Latvala |
| 3. (Február 12.)   | 21.     | 9:59    | Hagfors 1               | 4.66 km  | Mads Østberg                    | 3:05.2  | 90.58 km/h    | Jari-Matti Latvala |
| 3. (Február 12.)   | 22.     | 12:08   | Lesjöfors 2             | 15.00 km | Mads Østberg                    | 9:00.8  | 99.85 km/h    | Jari-Matti Latvala |
| 3. (Február 12.)   | 23.     | 12:44   | Rämmen 2                | 22.76 km | Jari-Matti Latvala              | 11:40.7 | 116.93 km/h   | Jari-Matti Latvala |
| 3. (Február 12.)   | 24.     | 14:11   | Hagfors 2 (Power stage) | 4.66 km  | Sébastien Loeb                  | 2:58.7  | 93.88 km/h    | Jari-Matti Latvala |

## Végeredmény
| Helyezés | Versenyző            | Navigátor          | Autó                       | Idő       | Különbség | Pont |
| -------- | -------------------- | ------------------ | -------------------------- | --------- | --------- | ---- |
| 1.       | Jari-Matti Latvala   | Miikka Anttila     | Ford Fiesta RS WRC         | 3:18:28.3 | 0.0       | 26   |
| 2.       | Mikko Hirvonen       | Jarmo Lehtinen     | Citroën DS3 WRC            | 3:18:44.9 | +16.6     | 18   |
| 3.       | Mads Østberg         | Jonas Andersson    | Ford Fiesta RS WRC         | 3:19:07.1 | +38.8     | 15   |
| 4.       | Petter Solberg       | Chris Patterson    | Ford Fiesta RS WRC         | 3:19:42.6 | +1:14.3   | 14   |
| 5.       | Jevgenyij Novikov    | Denis Giraudet     | Ford Fiesta RS WRC         | 3:21:09.7 | +2:41.4   | 10   |
| 6.       | Sébastien Loeb       | Daniel Elena       | Citroën DS3 WRC            | 3:21:23.4 | +2:55.1   | 11   |
| 7.       | Henning Solberg      | Ilka Minor         | Ford Fiesta RS WRC         | 3:22:17.8 | +3:49.5   | 6    |
| 8.       | Patrik Sandell       | Staffan Parmander  | Mini John Cooper Works WRC | 3:23:37.2 | +5:08.9   | 4    |
| 9.       | Martin Prokop        | Zdeněk Hrůza       | Ford Fiesta RS WRC         | 3:23:58.3 | +5:30.0   | 2    |
| 10.      | Eyvind Brynildsen    | Cato Menkerud      | Ford Fiesta RS WRC         | 3:24:55.5 | +6:27.2   | 1    |
| SWRC     |                      |                    |                            |           |           |      |
| 1. (12.) | Per-Gunnar Andersson | Emil Axelsson      | Proton Satria Neo S2000    | 3:28:16.8 | 0.0       | 25   |
| 2. (16.) | Craig Breen          | Gareth Roberts     | Ford Fiesta S2000          | 3:31:52.6 | 3:35.8    | 18   |
| 3. (17.) | Pontus Tidemand      | Jørgen Nordhagen   | Škoda Fabia S2000          | 3:33:06.4 | 4:49.6    | 15   |
| 4. (23.) | Hayden Paddon        | John Kennard       | Škoda Fabia S2000          | 3:39:26.9 | 11:10.1   | 12   |
| 5. (24.) | Yazeed Al-Rajhi      | Michael Orr        | Ford Fiesta S2000          | 3:44:34.4 | 16:17.6   | 10   |
| 6. (34.) | Maciej Oleksowicz    | Andrzej Obrebowski | Ford Fiesta S2000          | 4:18:50.4 | 50:33.6   | 8    |
| 7. (37.) | Alister McRae        | Bill Hayes         | Proton Satria Neo S2000    | 4:29:02.1 | 1:00:45.3 | 6    |

## Szuperspeciál (Power Stage)
| Helyezés | Versenyző          | Idő    | Különbség | Átlagsebesség | Pont |
| -------- | ------------------ | ------ | --------- | ------------- | ---- |
| 1        | Sébastien Loeb     | 2:58.7 | 0.0       | 93.88 km/h    | 3    |
| 2        | Petter Solberg     | 3:03.6 | +4.9      | 91.37 km/h    | 2    |
| 3        | Jari-Matti Latvala | 3:04.4 | +5.7      | 90.98 km/h    | 1    |